# Pakistan Army FC
El Pakistan Army F.C. es un equipo de fútbol de Pakistán que juega en la Liga Premier de Pakistán, la liga de fútbol más importante del país.

## Historia
Fue fundado en el año 1950 en la ciudad de Rawalpindi y es el equipo que representa a las Fuerzas Armadas de Pakistán, siendo uno de los 3 equipos más dominantes del país, habiendo ganado 4 títulos de Liga y 7 torneos de Copa.
A nivel internacional ha participado en 3 torneos continentales, donde nunca ha podido avanzar de la Primera Ronda.

## Palmarés
- Liga Premier de Pakistán: 4

1993/94, 1995, 2005, 2006/07
- National Football Challenge Cup: 2

2000, 2001
- Quaid-i-Azam Shield: 5

1995, 1997, 2001, 2004, 2007

## Participación en competiciones de la AFC
- Copa de Clubes de Asia: 1 aparición

1994 - Ronda Clasificatoria - Segunda Ronda
- President's Cup: 2 apariciones

2006 - Fase de grupos
2007 - Fase de grupos